# Piano Forest
Pour le manga et la série d’animation, voir Piano no mori.
Piano Forest (ピアノの森, Piano no mori), aussi connu sous le titre Le Piano dans la forêt, est un film d’animation japonais de Masayuki Kojima, inspiré par le manga du même nom Piano no Mori, dont Makoto Isshiki est l'auteur. Le film est diffusé par Shochiku le 21 juillet 2007 au Japon, puis par Kazé le 17 juin 2009 en France. 
Le film suit Shûhei Amamiya qui est un garçon de bonne famille dont le rêve est de devenir un grand pianiste, comme son père. Un jour, il déménage de Tokyo pour aller vivre quelque temps chez sa grand-mère malade à Moriwaki. Dans sa nouvelle école, il rencontre Kaï Ichinose, un jeune garçon issu d'une famille pauvre, et devient son ami. Dans leur classe, pour être respecté, il faut aller jouer d'un piano abandonné dans la forêt et que l'on dit cassé. Kaï, qui se dit propriétaire du piano, se révèle être le seul à pouvoir en jouer et est de surcroît très doué. Cette rencontre marque le début de l'apprentissage du piano entre deux enfants talentueux : l'un fils de bonne famille, l'autre enfant des rues, mais ayant en commun une passion : le piano. Tous deux se préparent et participent à un concours musical, montré à la fin de ce dessin animé, dont le morceau imposé est la Sonate pour piano no 8 en la mineur de Wolfgang Amadeus Mozart.

## Synopsis
Au début de l'été, Shuhei Amamiya, un garçon de cinquième année, emménage dans la ville rurale de Moriwaki pendant quelque temps pour être auprès de sa grand-mère malade. Il présente à ses camarades de classe son rêve de devenir pianiste professionnel. Rapidement, il devient la cible de "Kimpira", la brute de la classe, qui dit à Shuhei d'aller tester son courage en jouant sur un "piano détraquer et miteux" laissé dans la forêt près de l'école. Une rumeur sinistre dit que le son du piano cassé peut mystérieusement être entendu la nuit. Selon un des élèves, des promeneurs ont découvert un cadavre sur place et ce serait l'esprit de cette personne qui viendrait la nuit pour en jouer. Shuhei ne sait que faire de cette demande soudaine, mais il est sauvé de Kimpira par son camarade de classe Kai Ichinose, qui prétend qu'on peut tirer des sons de n'importe quel piano et confirme à Shuhei que le piano fonctionne très bien. Kimpira et Kai se lancent dans une bagarre dont vient les séparer le professeur de musique Sosuke Ajino, surnommé "Ajino le croque-mort" par les élèves. Après l'école, Kai invite Shuhei dans la "forêt des pianos". Au fond de la forêt, il y a un piano à queue et on peut voir la lumière du soleil passer à travers les arbres. Shuhei, qui a pris des leçons de piano spéciales, essaie de jouer du piano, mais il ne produit aucun son. Kai, quant à lui, parvient à jouer du piano. Celui-ci affirme que c'est son piano et que c'est donc pour cela qu'il peut en jouer car le piano lui ouvre son cœur, au contraire de Shuhei. Lorsque Shuhei demande à Kai d'en jouer, celui-ci enlève ses chaussures pour jouer pied nu du piano dans la forêt. La sonorité du piano de Kai est mystérieusement attrayante et Shuhei est très touché par le son que produit Kai. Pourtant, Kai dit qu'il n'a jamais appris à jouer du piano de sa vie et donne comme raison qu'il est pauvre et donc ne peut pas s'en payer et précise qu'il ne voit pas l'intérêt d'être assis à écouter un professeur. Kai choque Shuhei qui se consacre à la pratique du piano pour devenir un pianiste professionnel comme son père. 
Shuhei invite Kai chez lui et le laisse jouer du piano, mais le jeu de Kai sur un piano ordinaire est étrangement insupportable à écouter. Shuhei lui demande donc de jouer lentement pour s'exercer, mais Kai trouve cela ennuyant. Pour Kai le piano c'est un jeu alors que pour Shuhei c'est un devoir pour plus tard être pianiste. C'est lors de cet après-midi que les deux élèves apprennent la véritable identité de Sosuke Ajino. Autrefois il était un pianiste célèbre qui faisait rêver les filles. Étudiant, il a remporter tous les concours nationaux puis après avoir obtenu il a eu un début de carrière très prometteur. Mais 5 ans après ses débuts, il a eu un grave accident qui lui a valu une sévère blessure au bras gauche, mettant un terme à sa carrière de pianiste, et à causé la mort de sa fiancée. Le lendemain, la mère de Shuhei demande à Sosuke Ajino de devenir le professeur particulier de son fils mais celui-ci refuse. Shuhei raconte ensuite à Sosuke Ajino, comment Kai est le seul à savoir jouer du piano dans la forêt et à quel point le son est merveilleux. Après la révélation de Shuhei, Ajino entre dans la "forêt du piano" la nuit avec pour but de pouvoir entendre le son de son piano à nouveau. En effet, le piano a été spécialement conçu pour Sosuke Ajino et il était le seul à pouvoir en jouer. Après l'accident, il a souhaiter revoir une dernière fois le piano qu'il avait cédé. Le piano a été la propriété d'un cabaret puis lorsqu'il a fait faillite ils l'ont abandonné dans la forêt. Mais lorsque Ajino retrouve le piano dans la forêt il est incapable d'en jouer. Lorsqu'il entre dans la forêt le soir même de sa discussion avec Shuhei, il trouve Kai en train de jouer du piano. Le son touche également la corde sensible d'Ajino qui n'en revient pas. Ajino propose à Kai de jouer du piano ensemble mais se voit confronter à un refus. Kai a l'impression d'être dérangé dans un moment intime et rentre chez lui en colère.
Le lendemain Kai se rend à nouveau chez Shuhei et l'écoute jouer du piano (la  Sonate pour piano no 8 en la mineur de Wolfgang Amadeus Mozart). Celui-ci se prépare au concours national des élèves pianistes qui est réputé pour être le plus dur de tous et à permis de lancer plusieurs carrières. Lorsque Shuhei apprend ce qu'Ajino a dit à Kai, il tente de persuader ce dernier que "c'est l'occasion de s'améliorer". Cependant, Kai ne montre aucun intérêt et Shuhei est incapable de dire quoi que ce soit de plus. Shuhei est jaloux de Kai, qui se voit offrir une leçon par Ajino, qui a déjà refusé d'enseigner à Shuhei. Sur le chemin du retour, Kai, incapable de se calmer, s'arrête à la salle de musique de l'école et tombe sur Ajino. Kai fredonne l'air de la sonate qu'Ajino reconnait tout de suite. Il se place devant le piano puis joue un air puis un autre  à la demande de Kai sur les différentes compositeurs. Kai est obligé d'écouter, mais bientôt ses yeux s'illuminent d'excitation. Kai joue les airs qu'il a appris d'Ajino sur le piano dans la forêt et est capable de tout jouer sauf "la valse du petit chien" de Frédéric Chopin. L'air de Chopin oblige Kai à supplier Ajino de lui apprendre à jouer du Chopin. Ajino pose une condition à Kai en échange d'une leçon sur la manière de jouer du Chopin, il ne doit plus fuir, ni lui ni le piano, jusqu'à ce qu'il sache jouer le morceau à la perfection. Kai refuse de recevoir des cours gratuitement, c'est pour cela qu'une fois qu'il a réussi à maîtriser la pièces de Chopin il demande à Ajino ce qu'il souhaite en retour. Le seul souhait d'Ajino est de voir Kai participer au concours national des élèves pianistes. Celui-ci finit par accepter et se voit participer au même concours que Shuhei. 
L'un comme l'autre s'impliquent dans les répétitions de piano pour le jour du concours. Mais Kai est confronter à un problème. Il imite le style de jeu d'Ajino au lieu de trouver son propre piano. Ajino le menace en lui disant que "Mozart va revenir d'entre les mort et reprendre sa partition". Kai se voit donc être poursuivit par des fantômes de Mozart lui demandant s'il à trouver "son propre piano". Le jour du concours Kai voit toujours des fantômes de Mozart. Dans la salle d'attente il rencontre Takako Maruyama, une pianiste qui est scandalisée d'apprendre la participation de Shuhei dans cette région. Elle affirme que faire le concours n'a aucun sens car "on connait déjà le vainqueur". Kai défend Shuhei en prétendant qu'il va gagné uniquement grâce à ses capacités et non pas car il est le fils d'un pianiste célèbre. Plus tard, il va croiser à nouveau la jeune fille, qui cette fois est cachée et en pleure. Kai l'aide à se calmer, à se concentrer et la surnomme "la princesse du petit coin". Pour en être capable Takako doit s'imaginer caressant le poil de Wendy, sa chienne, au toilette. Shuhei est le premier à passer et propose une représentation parfaite et sans faute. Takako est la suivante et réussi à rester calme et concentrée devant le piano. Kai est le dernier à passer mais lorsqu'il monte sur scène, les fantômes de Mozart l'y attendent. Il commence à jouer la pièce mais reste distrait. Il copie systématiquement le style de jeu d'Ajino et est déconcentré par les Mozart qui lui parlent et lui demandent de lui rendre leur partition. Il s'arrête en pleine représentation. Mécontent, il annonce aux fantômes qu'il leur rend leur partition et qu'il va jouer sa sonate à lui. Il enlève ses chaussures et commence à jouer une adaptation de la sonate de Mozart. Le jury est surpris et s'indigne de ne plus entendre du Mozart alors que le public reste abasourdi face à cette représentation et l'applaudit à la fin de la pièce. 
Shuhei qui était sûr d'avoir gagné contre Kai comprend immédiatement qu'il a perdu face à son ami. Lorsque les résultats sont affichés, Shuhei et Takako passent au tour suivant alors que Kai est disqualifié. N'ayant pas respecté les règles scrupuleuses d'un concours, il n'est pas accepté au tour suivant. Ajino s'excuse auprès de la mère de Kai pour cette leçon difficile à apprendre et lui annonce qu'il aimerait présenter Kai et son style de jeu au monde entier. Son talent n'est pas fait pour les concours de musique, il est destiné à quelque chose de bien plus grand. Shuhei essaye de rattraper Kai avant son départ mais ne retrouve qu'Ajino qui lui conseille de ne pas se comparer à Kai où à qui que ce soit et surtout d'aimer davantage son piano. Le lendemain Shuhei se voit contraint d'annoncer à sa classe qu'il retourne à Tokyo et qu'il doit quitter l'école. Les deux garçons se font donc des adieux. Kai réussi à faire promettre à Shuhei qu'il doit gagner et devenir le meilleur du Japon pour qu'il puisse se vanter de le connaître.

## Personnages
Ichinose Kaï (一ノ瀬 海, Kaï Ichinose)
Voix japonaise : Aya Ueto, voix française : Nathalie Bienaimé
Ichinose Kaï est un lycéen de 11 ans, Il vit avec sa mère dans un quartier délabré situé à proximité d'une forêt. Ils vivent dans un environnement très modeste. A l'âge de trois ans, il a découvert le piano endormi dans le forêt voisine. C'est alors que le garçon considère le lieu comme un refuge et le piano comme son meilleur ami. il apprend à en jouer seul, à reproduire les sons à l'oreille et même à composer ses propres mélodies. Kaï rencontre le jeune Shûhei Amamiya qui lui donne l'occasion de partager ses secrets et ses talents. Il l'emmène dans la forêt pour lui montrer le piano abandonné, mais Shuhei ne laisse échapper aucun son. Surpris, Kaï se met à jouer sur le clavier. Il s'avère être le seul à pouvoir en jouer. Mais il est d'autant plus impressionné lorsqu'il voit son camarade jouer comme un virtuose, car il a appris le piano avec les leçons. Bien qu'il déteste l'apprentissage académique, il accepte finalement de prendre des cours avec son professeur de musique, Sosuke Ajino, qui lui enseignera les techniques pianistiques nécessaires. Malgré les difficultés qu'il rencontre, le jeune Kaï reste toujours aussi motivé. Toujours caché dans les profondeurs de la forêt, le talent de Kaï ne demande qu'à s'exprimer au grand jour, et à toucher un public plus large. Le professeur lui propose alors de participer à un concours de musique, afin de montrer son grand talent. il rejette d'abord cette idée, disant qu'il n'est pas fait pour ces événements, puis accepte finalement, car c'est un service rendu pour remercier Ajino des cours qu'il lui a donnés. 
Amamiya Shuhei (雨宮修平, Shuhei Amamiya)
Voix japonaise : Ryunosuke Kamiki, voix française : Susan Sindberg
Amamiya Shuhei est un étudiant transféré issu d'une lignée de pianistes distingués. Il est né dans une famille aisée et apprend à jouer du piano depuis l'âge de quatre ans. Il semble déterminé à devenir pianiste professionnel pour poursuivre l'héritage familial. Il s'entraîne donc très dur chaque jour pendant des heures et des heures, ce qui fait de lui un virtuose. Cependant, il n'admet aucune imperfection, son jeu manque donc de sensibilité, ses études ne l'ont pas amené à chercher sa propre voix. De plus, Shuhei ne voit le piano que comme un avenir déjà tracé plutôt que comme une source de plaisir. Un jour, Shuhei quitte Tokyo pour rendre visite à sa grand-mère malade. Il est transféré à l'école Moriwaki avec espoir et ambition pour cette nouvelle vie. Il y rencontre un étrange garçon, Ichinose Kaï, qui prétend pouvoir jouer du piano abandonné dans la forêt. Curieux, Shuhei décide de relever un défi lancé par ces camarades de classe, celui de jouer de ce fameux piano. Cependant, il n'y parvient pas, seul Kaï parvient à produire un son. Le jeune Shuhei est alors surpris par le jeu d'Ichinose qui est plein de légèreté. De caractères et de conditions de vie totalement opposés, ils deviendront pourtant amis grâce au lien qui les unit : la musique. Il voit en Kaï un rival et un ami très important. Il se soucie beaucoup de lui, même si c'est de façon détournée. 
Ajino Sosuke (阿字野壮介, Sosuke Ajino)
Voix japonaise : Hiroyuki Miyasako, voix française : Jochen Haegele
Ajino Sosuke était une étoile montante au Japon, promis à une carrière internationale. Il possédait un piano à queue fait sur mesure, dont le clavier était très lourd. Seul Ajino était capable d'en jouer correctement, mais le son du piano était alors extraordinaire. Après avoir été blessé au bras gauche lors d'un grave accident de voiture, il a dû renoncer à sa carrière pianistique. Dans l'accident, sa fiancée est décédée et il a perdu tout ce qu'il aimait. Abîmé et désespéré, il vendit son piano à une boîte de nuit du quartier rouge de Morinohata. Ne pouvant abandonner complètement la musique, il commence à travailler comme professeur de piano à l'université de musique. Il ne trouve personne dont l'interprétation l'intéresse. Dix ans plus tard, il démissionne de l'université et part à la recherche de son piano. il l'a trouvé dans la forêt de Morinohata, mais le piano était détruit. Il ne pouvait en tirer aucun son. Il ne pouvait pas quitter l'endroit où se trouvait le piano. Il a donc commencé à travailler comme enseignant à l'école primaire où il est surnommé par ses élèves "Ajino le croque-mort". Trois ans plus tard, il découvre Ichinose Kaï, un jeune garçon qui prétendait pouvoir jouer du piano dans la forêt. Ajino devient un mentor et un père de substitution pour Kaï. Il le prépare à jouer au "concours national des élèves pianistes" avec comme morceau imposer la  Sonate pour piano no 8 en la mineur, K.310 de Wolfgang Amadeus Mozart. 
Ichinose Reiko (一ノ瀬 怜子, Reiko Ichinose)
Voix japonaise : Chizuru Ikewaki, voix française : Marie Diot
Ichinose Reiko est la mère d'Ichinose Kaï avec qui elle vit dans un quartier délabré à proximité immédiate d'une forêt. Née à l'autre bout de la forêt, Reiko travaille dans un bar, en tant que prostituée, où elle a eu Kaï à l'âge de quinze ans. Comme la filiation de Kaï n'est pas claire, les habitants de l'autre côté de la forêt se moquent souvent d'elle, la traitant de mère irresponsable et immorale. Cependant, Kaï et elle sont très proche. Elle fait confiance à Sosuke Ajino qui ne conteste pas la question de la filiation et admire simplement Kaï pour son talent, et se sent en sécurité en lui confiant Kaï.
Amamiya Namie (雨宮奈美江, Namie Amamiya)
Voix japonaise : Atsuko Tanaka, voix française : Isabelle Volpe
Amamiya Namie est la mère d'Amamiya Shuhei et la femme de Yoichiro Amamiya, un pianiste célèbre. 
Takako Maruyama (丸山 誉子, Maruyama Takako)
Voix japonaise : Mayuko Fukuda, voix française : Françoise Escobar
Takako Maruyama est une des participantes au concours régional de piano. Elle est aidée par Ichinose Kaï, qui la surnomme la "princesse du petit coin", pour devenir une meilleure pianiste. Elle possède un chien nommé Wendy. 
Kimpira
Voix japonaise : Hiroyuki Amano, voix française : François Creton
Kimpira est la petite brute de l'école qui met au défi Amamiya Shuhei de jouer du piano dans la forêt. Il est également un camarade de classe de l'école primaire de Ichinose Kaï avec qui il se bat souvent. Dans la suite du film il apparait aux yeux d'Ichinose Kaï sous la forme du fantôme de Wolfgang Amadeus Mozart.
Voix additionnelles japonaises
Kazuko Kurosawa, Rica Matsumoto, Hiroyuki Amano, Udo Suzuki, Junji Takada

## Fiche technique
- Titre original : ピアノの森 (piano no mori)
- Titre : Piano Forest[3]
- Titre alternatif : Le Piano dans la forêt[4]
- Auteur de l'oeuvre originale : Makoto Isshiki
- Basé sur le manga : Piano no mori
- Réalisateur : Masayuki Kojima
- Scénario : Ryuta Hourai
- Compositeur/musique : Keisuke Shinohara
- Directeur artistique : Kazuki Higashiji, Toshiharu Mizutani[5]
- Directeur d'animation : Shigeru Fugita, Hiroaki Noguchi, Hiroyuki Aoyama, Kunihiko Hamada, Sawako Miyamoto, Teiichi Takiguchi[5]
- Character designer : Shigeru Fujita
- Montage : Yoshihiro Kasahara
- Effets spéciaux : Ayumi Arahata, Keiko Itogawa, Kumiko Taniguchi
- Couleur : Tomoko Yamamoto
- Directrice de la photographie : Rumi Ishiguro
- Studio d'animation : Madhouse
- Studio d'animation supplémentaires : Shirogumi
- Pianiste et conseiller musical : Vladimir Ashkenazy
- Interprétation : Orchestre Philharmonique Techèque sous la direction de Mario Klemens
- Durée : 101 minutes
- Langue originale : japonais
- Société de distribution :
  -  Japon : Shochiku
  -  France : Kazé
- Sortie : 
  -  Japon : 21 juillet 2007[6]
  -  France : 17 juin 2009[7]

## Bande sonore
Le CD Piano no Mori Original Soundtrack (映画 ピアノの森 オリジナル・サウンドトラック) est sorti le 11 juillet 2007 par le label Sony Records International. La musique a été composée par Keisuke Shinohara. La musique est jouée par l'Orchestre Philharmonique Tchèque, sous la direction de Mario Klemens, et les performances pianistiques sont celles de Vladimir Ashkenazy, Mariko Nogami et Kentaro Hashimoto.

### Liste des pistes musicales
| N° | Titre français | Titre original                                                                             | Interprétation     | Durée |
| -- | --- | ------------------------------------------------------------------------------------------ | ------------------ | ----- |
| 1  | La forêt du piano (version avancée) thème principal                                                                   | Forest of the Piano (advanced version)                                                     |                    | 4:15  |
| 2  | La forêt de Kai, Le monde parfait de Kai                                                                              | カイの森                                                                                   |                    | 2:34  |
| 3  | Jeux interdits, un accueil peu propice                                                                                | 禁じられた遊び                                                                             |                    | 2:14  |
| 4  | Obstination, Accrochage                                                                                               | 意地っ張り                                                                                 |                    | 1:24  |
| 5  | Palpitation, Un trésor dans la forêt                                                                                  | ときめき                                                                                   |                    | 2:04  |
| 6  | Kai et Shûhei | カイと修平                                                                                 |                    | 2:16  |
| 7  | Éclat, Lumière scintillante                                                                                           | 輝き                                                                                       |                    | 1:33  |
| 8  | Espoir, Promesse | 希望                                                                                       |                    | 0:39  |
| 9  | Scintillement sur la cime des arbres                                                                                  | 木漏れ日                                                                                   |                    | 2:31  |
| 10 | Égarement, perplexe et égaré                                                                                          | 迷い                                                                                       |                    | 1:12  |
| 11 | Rencontre hasardeuse, Chaos                                                                                           | すれちがい                                                                                 |                    | 2:19  |
| 12 | Mélancolie | 哀愁                                                                                       |                    | 2:13  |
| 13 | Liens, Les pianistes                                                                                                  | 絆                                                                                         |                    | 3:24  |
| 14 | Courant, Vents | 流れ                                                                                       |                    | 1:28  |
| 15 | Distances, 3 to nil                                                                                                   | 距離                                                                                       |                    | 0:32  |
| 16 | Spectres, Classiques                                                                                                  | 亡霊                                                                                       |                    | 2:14  |
| 17 | La valse de Wendy | ウェンディワルツ                                                                           |                    | 1:59  |
| 18 | Certitude, Perdant | 確かなこと                                                                                 |                    | 0:32  |
| 19 | Lumière, A ma manière                                                                                                 | 光                                                                                         |                    | 3:01  |
| 20 | Au bout du désir, Nouvel horizon                                                                                      | 想いの果てに                                                                               |                    | 2:10  |
| 21 | La forêt du piano (version simple)                                                                                    | Forest of the Piano (simple version)                                                       |                    | 2:10  |
| 22 | Beethoven : Lettre à Elise                                                                                            | エリーゼのために                                                                           | Vladimir Ashkenazy | 2:45  |
| 23 | Chopin : Valse n°6 en ré bémol majeur, opus 64 n°1, dite « Valse du petit chien »                                     | ワルツ第6番 変ニ長調 作品64-1 「子犬のワルツ」                                             | Vladimir Ashkenazy | 1:50  |
| 24 | Chopin : Sonate pour piano n°3 en si mineur opus 58 ~ IV. Finale. Presto non tanto                                    | ピアノ・ソナタ第3番 ロ短調 作品58～第4楽章                                                 | Vladimir Ashkenazy | 5:17  |
| 25 | Bach : Concerto italien en fa majeur BWV 971 ~ III Presto                                                             | イタリア協奏曲 ヘ長調 BWV971～第3楽章 プレスト                                             | Kentaro Hashimoto  | 3:30  |
| 26 | Mozart : Sonate pour piano n°8 en la mineur K. 310 (300d) ~ I. Allegro maestoso ~                                     | ピアノ・ソナタ第8番 イ短調 K.310(300d)～第1楽章 アレグロ・マエストーソ                     | Vladimir Ashkenazy | 8:33  |
| 27 | Mozart : Sonate pour piano n°8 en la mineur K. 310 (300d) ~ III. Presto « cadence » ~ (arrangé par Keisuke Shinohara) | ピアノ・ソナタ第8番 イ短調 K.310(300d)～第3楽章 プレスト [カデンツァ (アレンジ: 篠原敬介)] | Vladimir Ashkenazy | 5:06  |
| 28 | La forêt du piano (version orchestrale)                                                                               | Forest of the Piano (orchestra version)                                                    |                    | 4:18  |

La chanson du générique de fin n'est pas présente sur le CD, elle est chantée par Nao Matsushita et se nomme Moonshine ~ Tsukiakari ~.

## Distinctions
- 2007 : le film est présenté au Busan International Film Festival [10]
- 2008 : 
  - grand prix du Japan Media Arts Festival catégorie « manga ».
  - gagnant du prestigieux Grand Prix du Japan Media Arts Festival dans la catégorie Animation[10]
  - nommé dans la catégorie Best Animation Film dans le Awards of the Japanese Academy[10]
  - présenté au Festival International du Film d’Animation d’Annecy[10]
- 2009 : 
  - présenté à la 13ème édition du Festival international du film fantastique de Puchon (16 – 26 juillet) qui à lieu en Corée du Sud (Bucheon), dans la catégorie Open Cine Parade sous le titre The Perfect World of Kai[11]
  - film présenté au Festival Anima à Bruxelle dans la catégorie Longs métrages en compétition enfant[12] et reçoit le prix du public du "meilleur long métrage jeune public"[13]
- 2011 : nommé à Mon premier Festival[14].
- 2013 : présenté lors de la journée « NIFF Invasion 2013 » consacrée à la musique et à l’image[15]